# Macrobiotus bondavallii
Macrobiotus bondavallii is een soort in de taxonomische indeling van de beerdiertjes (Tardigrada).
Het diertje behoort tot het geslacht Macrobiotus en behoort tot de familie Macrobiotidae. De wetenschappelijke naam van de soort werd voor het eerst geldig gepubliceerd in 1989 door Manicardi.